# Die Prinzipien der Kriegspropaganda
Die Prinzipien der Kriegspropaganda (französischer Originaltitel: Principes élémentaires de propagande de guerre) ist ein mediensoziologisches Werk der Historikerin Anne Morelli. Das Buch erschien 2001, die deutsche Übersetzung 2004.
Morelli arbeitete darin die zehn „Gebote“ der Propaganda aus. Sie sind vor allem als Analyseraster für pädagogische und medienkritische Zwecke gedacht und sollen wertfrei bleiben. Morelli will die Regelhaftigkeit von Propaganda-Prinzipien und Propaganda-Techniken im Bereich der Medien und der Gesellschaft aufzeigen:

„Ich werde nicht die Reinheit der Absichten der einen oder anderen untersuchen. Ich versuche nicht herauszufinden, wer lügt und wer die Wahrheit sagt, wer das glaubt, was er sagt, und wer nicht. Meine einzige Absicht ist es, die Prinzipien der Propaganda zu veranschaulichen, die benutzt werden, und ihr Funktionieren zu beschreiben.“

Es erscheint der Autorin trotzdem unbestreitbar, dass nach den Kriegen, die unsere Epoche kennzeichnen (Kosovo, Zweiter Golfkrieg, Afghanistankrieg, Irakkrieg), die westlichen Demokratien und ihre Medienlandschaft thematisiert werden müssen. Anne Morelli aktualisiert die idealtypischen Formen verschiedener Inhalte von Propaganda. Sie greift damit die Erkenntnisse Arthur Ponsonbys zur Propaganda im Ersten Weltkrieg auf und systematisiert sie in Form ihrer „zehn Prinzipien“. Ponsonby hatte 20 Aspekte dargestellt, die Morelli in ihren 10 Punkten zusammenfasst.

## Inhalt

### 1. Wir wollen keinen Krieg
Staatsmänner aller Länder versichern selbst immer feierlich, dass sie den Krieg nicht wollen. Kriege sind immer unerwünscht, nur äußerst selten wird ein Krieg von der Bevölkerung positiv gesehen. Mit der Entstehung der Demokratie wird die Zustimmung der Bevölkerung unabdingbar, daher muss der Krieg abgelehnt werden und man muss im Herzen Pazifist sein, im Unterschied zum Mittelalter, als die Meinung der Bevölkerung nur geringe Bedeutung hatte. „So mobilisiert die französische Regierung die Armee und verkündet zugleich, dass die Mobilisierung kein Krieg sei, sondern im Gegenteil das beste Mittel, den Frieden zu sichern.“ „Wenn alle Staatsführer vom selben Friedenswillen beseelt sind, fragt man sich, warum Kriege dann überhaupt ausbrechen.“ Das zweite Prinzip beantwortet diese Frage.

### 2. Das feindliche Lager trägt die alleinige Schuld am Krieg
Dieses Prinzip folgt aus der Tatsache, dass jede Partei versichert, zur Kriegserklärung gezwungen zu sein, um zu verhindern, dass der Gegner „unsere Werte“ zerstört, unsere Freiheiten gefährdet oder uns selbst ganz und gar vernichtet. Es handelt sich um die Aporie eines Krieges, der geführt wird, um Kriege zu verhindern. Man gelangt beinahe zu dem mythischen Satz George Orwells: „Krieg ist Frieden.“ So war die USA gezwungen, Krieg gegen den Irak zu führen, weil dieser ihr keine andere Wahl gelassen hatte. 
Man reagiert also nur, verteidigt sich gegen Provokationen des Feindes, der für den Ausbruch des Krieges uneingeschränkt verantwortlich ist. „So versichert Daladier in seinem ‚Aufruf an die Nation‘ am 3. September 1939 – wobei er die Verantwortung Frankreichs für die Folgen des Versailler Vertrages übergeht –: ‚Deutschland hat schon abgelehnt, den Menschen mit gutem Herzen zu antworten, die in dieser Zeit ihre Stimme für den Frieden in der Welt erhoben haben. […] Wir führen den Krieg, weil man ihn uns aufzwingt.‘“
Ribbentrop rechtfertigte den Krieg gegen Polen mit den Worten: „Der Führer will den Krieg nicht. Er entschließt sich schweren Herzens dazu. Aber die Entscheidung zu Krieg und Frieden hängt nicht von ihm ab. Sie hängt von Polen ab. In bestimmten für das Reich lebenswichtigen Fragen muss Polen nachgeben und die Forderungen erfüllen, auf die wir nicht verzichten können. Wenn es ablehnt, liegt die Verantwortung für einen Konflikt bei Polen und nicht bei Deutschland.“ (S. 16 im frz. Original) 
Im gleichen Sinne konnte man zum Golfkrieg  am 9. Januar 1991 in Le Soir lesen: „Der Friede, den die ganze Welt mehr als alles ersehnt, lässt sich nicht auf einfache Zugeständnisse an einen Akt der Piraterie errichten.“ Dasselbe gilt für den Irakkrieg, denn bevor der Krieg ausbrach, titulierte Le Parisien am 12. September 2002: Wie Saddam sich zum Krieg rüstet.

### 3. Der Feind hat dämonische Züge (oder: "Der Teufel vom Dienst")
„Man kann eine Gruppe von Menschen nicht insgesamt hassen, nicht einmal als Feinde. Es ist daher wirkungsvoller, den Hass auf die feindliche Führungspersönlichkeit zu richten. Der Gegner bekommt so ein Gesicht und dieses Gesicht wird natürlich Gegenstand des Hasses werden.“
„Der Sieger wird sich immer als Pazifist darstellen, der die Verständigung liebt, aber vom gegnerischen Lager zum Krieg gedrängt wird, wie etwa Bush oder Blair dies taten.“ „Das gegnerische Lager wird ganz sicher von einem Wahnsinnigen, einem Monster geleitet (Milosevic, Bin Laden, Saddam Hussein), (…), das uns herausfordert und von dem man die Menschheit befreien muss.“
Der erste Schritt beim Verfahren der Dämonisierung ist die Reduzierung eines ganzen Landes auf eine einzige Person, als ob niemand im Irak leben würde außer Saddam Hussein mit seiner „furchteinflößenden“ republikanischen Garde und seinen „schrecklichen“ Massenvernichtungswaffen.
Die Personalisierung von Konflikten ist typisch für eine bestimmte Geschichtsauffassung, nach der Geschichte von Helden, von „großen Menschen“ gemacht wird. Anne Morelli lehnt diese Geschichtsauffassung ab und schreibt unermüdlich darüber, was die offizielle Geschichtsschreibung verschweigt. Diese offizielle Geschichtsdarstellung ist idealistisch und metaphysisch geprägt, insofern sie davon ausgeht, dass Geschichte Ergebnis von Ideen und ihrer großen Menschen sei. Dieser Auffassung stellt sie eine dialektische und materialistische entgegen, in der Geschichte aus den Beziehungen der Menschen und sozialen Bewegungen erklärt wird.
Der Gegner ist durch alle nur denkbaren Übel gekennzeichnet. Sie reichen vom Körperlichen bis zum Sexualleben. So stellt Le Vif in L’Express am 8. April 1999 den „furchtbaren Milosevic“ dar, sie zitiert keine Äußerung oder Schrift des „Herrschers von Belgrad“, sondern hebt seine anomalen Stimmungsschwankungen, seine krankhaften und brutalen Wutausbrüche hervor: „Wenn er in Wut gerät, verzerrt sich sein Gesicht. In einem Moment gewinnt er plötzlich wieder seine Fassung.“
Diese Dämonisierung wird natürlich genauso wenig wie andere Techniken nur für die Kriegspropaganda benutzt. Pierre Bourdieu berichtet, dass in den USA viele Universitätslehrer, denen die Popularität Michel Foucaults in ihren Highschulen missfiel, Bücher über das Intimleben Foucaults schrieben. So etwa übte der „masochistische und verrückte Homosexuelle“ „widernatürliche, skandalöse und inakzeptable Sexualpraktiken“ aus. Auf diese Weise konnte man sich die Auseinandersetzung mit dem Denken des Autors oder den Diskursen eines politischen Menschen ersparen und ihn aufgrund von moralischen Urteilen „widerlegen“.

### 4. Wir kämpfen für eine gute Sache und nicht für eigennützige Ziele
Die wirtschaftlichen und geopolitischen Ziele des Krieges müssen durch ein Ideal maskiert werden, durch moralische und legitime Werte. So verkündete George H. W. Bush: „Es gibt Menschen, die das niemals verstehen. Der Kampf betrifft nicht das Öl, der Kampf betrifft eine brutale Aggression“ oder Le Monde am 22. Januar 1991: „Die Ziele des Krieges sind zuallererst die Ziele des Sicherheitsrats der UN. Wir beteiligen uns wegen der Gründe der Entscheidungen des Sicherheitsrats und das wesentliche Ziel ist die Befreiung Kuweits.“ „In unseren modernen Gesellschaften kann im Unterschied zu Ludwig XIV ein Krieg nur mit einer gewissen Zustimmung der Bevölkerung begonnen werden.
Gramsci hat gezeigt, in welchem Maße die kulturelle Vorherrschaft und die Zustimmung für die Herrschaft notwendig sind. Diese Zustimmung ist leicht zu gewinnen, wenn die Bevölkerung glaubt, dass von diesem Krieg ihre Freiheit, ihr Leben und ihre Ehre abhängen.“ Die Ziele des Ersten Weltkriegs lassen sich beispielsweise in drei Punkte zusammenfassen: „– den Militarismus zu vernichten, – die kleinen Staaten zu verteidigen, – die Welt für die Demokratie vorzubereiten. Diese sehr ehrenwerten Ziele werden seither fast wörtlich am Vorabend jedes Konflikts wiederholt, auch wenn sie nur wenig oder gar nicht zu den wirklichen Zielen passen.“ „Man muss die öffentliche Meinung dazu überreden, dass wir, im Gegensatz zu unseren Feinden, den Krieg aus unendlich ehrenhaften Motiven führen.“
„Für den Jugoslawienkrieg findet sich dieselbe Abweichung der offiziellen Ziele von den nicht eingestandenen Zielen des Konflikts. Offiziell interveniert die NATO, um den multi-ethnischen Charakter des Kosovo zu bewahren, um zu verhindern, dass Minderheiten misshandelt werden, um die Demokratie einzuführen und so die Herrschaft eines Diktators zu beenden. Es handelt sich um die Verteidigung des heiligen Anliegens der Menschenrechte. Nicht erst am Ende des Krieges kann man aber feststellen, dass keines dieser Ziele erreicht wurde, man ist auffällig weit von einer multiethnischen Gesellschaft entfernt und die Gewalt gegen Minderheiten, diesmal Serben und Roma, gehört zum Alltag, aber man wird sich bewusst, dass die ökonomischen und geopolitischen Ziele, von denen nie gesprochen wurde, erreicht wurden.“ „Das Prinzip führt als Ergänzung mit sich, dass der Feind ein blutrünstiges Monster ist, der eine barbarische Gesellschaft repräsentiert.“

### 5. Der Feind begeht mit Absicht Grausamkeiten. Wenn uns Fehler unterlaufen, dann nur versehentlich
Die Geschichten über Grausamkeiten des Feindes stellen ein wesentliches Propagandaelement dar. Grausamkeiten gehören zu allen Kriegen. Aber die Darstellung, nur der Feind beginge Grausamkeiten und die eigene „humanitäre“ Armee werde von der Bevölkerung geliebt, macht sie zum Teil der Propaganda. Die Kriegspropaganda begnügt sich dabei nicht mit den tatsächlichen Vorfällen, sie hat es nötig, inhumane Grausamkeiten zu erfinden, um den Feind als Alter Ego Hitlers erscheinen zu lassen.
Man kann in der Darstellung verschiedener Kriege kaum große Unterschiede feststellen. Für die Zeit des Ersten Weltkriegs schildert Ponsonby die Darstellungen von Gruppenvergewaltigungen, Mord, Misshandlung und Verstümmelung von Kindern durch deutsche Soldaten. Morelli zeigt auf, wie ähnlich Berichte aus dem Irak, Afghanistan und dem Kosovo-Krieg sind.

### 6. Der Feind verwendet unerlaubte Waffen
Dieses Prinzip ergänzt das vorhergehende. „Wir begehen keine Grausamkeiten, sondern führen im Gegenteil den Krieg auf ritterliche Art und Weise, indem wir, wie bei einem Spiel, die Regeln respektieren, natürlich harte und männliche Regeln.“ Im Ersten Weltkrieg gab es wütende Proteste gegen die Anwendung von Giftgas. Jede Kriegspartei warf der anderen vor, damit angefangen zu haben. Obwohl beide Gas einsetzten und auf diesem Gebiet geforscht hatten, war es der symbolische Ausdruck der inhumanen Kriegsführung. Daher wurde es dem Feind als unanständige und hinterlistige Waffe zugeschrieben.

### 7. Unsere Verluste sind gering, die des Gegners aber enorm
„Von seltenen Ausnahmen abgesehen, schließen Menschen sich eher den siegreichen Anliegen an. Im Falle des Krieges hängt die Präferenz der öffentlichen Meinung sehr stark von den augenscheinlichen Ergebnissen des Konflikts ab. Wenn die Ergebnisse nicht gut sind, muss die Propaganda unsere Verluste verschleiern und die des Feindes übertreiben.“
Schon im Ersten Weltkrieg häuften sich innerhalb des ersten Monats die Verluste und stiegen auf 313.000 Gefallene an. Aber die Oberste Heeresleitung gab nie auch nur den Verlust eines Pferdes an und veröffentlichte keine Liste der Gefallenen.
Der Irakkrieg gibt ein weiteres Beispiel in dem Verbot der Veröffentlichung von Fotos der Särge amerikanischer Soldaten. Die Verluste des Feindes waren dagegen gigantisch, ihre Armee leistete keinen Widerstand. „Diese Art der Information steigert in beiden Lagern die Kampfmoral und bringt die öffentliche Meinung zu der Überzeugung von der Effektivität des Konflikts.“

### 8. Unsere Sache wird von Künstlern und Intellektuellen unterstützt
Seit dem Ersten Weltkrieg haben Intellektuelle meist massiv ihr eigenes Lager unterstützt. Jede Kriegspartei konnte auf die Unterstützung von Künstlern, Schriftstellern und Musikern zählen, die das Anliegen ihrer Länder durch Initiativen in ihren Tätigkeitsfeldern unterstützten.
Karikaturisten werden eingesetzt, um den Krieg zu rechtfertigen und den „Menschenschlächter“ und seine Gräueltaten darzustellen, während andere mit der Kamera in der Hand bewegende Dokumente über albanische Flüchtlinge produzieren, wobei sie sorgfältig diejenigen auswählen, die dem Publikum am ähnlichsten sind, wie etwa das hübsche blonde albanische Kind mit Heimweh im Blick, das an die albanischen Opfer erinnern soll.
Überall werden „Manifeste“ publiziert. Das Manifest der Hundert, mit dem Ziel, Frankreich im Ersten Weltkrieg zu unterstützen, wurde von André Gide, Claude Monet, Claude Debussy und Paul Claudel unterschrieben. Näher an der Gegenwart ist das Manifest der 12 gegen den „neuen Totalitarismus“ des Islamismus. Diese Gruppen von Intellektuellen, Künstlern und angesehenen Persönlichkeiten rechtfertigen die Handlungen der jeweiligen Staatsmacht.

### 9. Unsere Mission ist heilig
Dieses Kriterium kann auf zweifache Weise verstanden werden: Im wörtlichen Sinn verstanden, stellt sich der Krieg als Kreuzzug dar, hinter dem ein göttlicher Auftrag steht. Dem Willen Gottes darf man sich nicht entziehen, man muss ihn erfüllen. Diese Auffassung hat seit dem Regierungsantritt George W. Bushs neue Bedeutung gewonnen. Der Irakkrieg erschien als Kreuzzug gegen die „Achse des Bösen“, als „Kampf des Guten gegen das Böse“. Es war „unsere“ Pflicht, dem Irak die Demokratie zu bringen, ein Gut, das direkt dem Willen Gottes entsprang. Krieg zu führen war damit die Verwirklichung des göttlichen Willens. Politische Entscheidungen nehmen einen biblischen Charakter an, der alle sozialen und wirtschaftlichen Sachverhalte ausschaltet. Der Bezug auf Gott wird auf vielfältige Weise hergestellt (In God We Trust, God Save the Queen, Gott mit Uns, …) und dient dazu, die Handlungen des Souveräns ohne die Möglichkeit eines Widerspruchs zu rechtfertigen.

### 10. Wer unsere Berichterstattung in Zweifel zieht, ist ein Verräter
Dieses letzte Prinzip ergänzt alle anderen. Wer auch immer nur ein einziges der Prinzipien infrage stellt, ist notwendigerweise ein Kollaborateur. Es gibt nur zwei Bereiche, Gut und Böse. Man kann nur für oder gegen das Böse sein. Die Gegner des Kosovo-Krieges sind damit Komplizen Miloševićs. Ganze Gruppen werden als antiamerikanisch eingestuft, Pierre Bourdieu, Régis Debray, Serge Halimi, Noam Chomsky oder Harold Pinter. Die „Familie der Pazifisten“ umfasst  Gisèle Halimi, Renaud, l’abbé Pierre … und ihre Presseorgane, also le Monde diplomatique und die PCF.
Es wird also unmöglich gemacht, eine abweichende Meinung aufkommen zu lassen, ohne einen „Lynchprozess der Medien“ auf sich zu nehmen. Der Pluralismus der Meinungen existiert nicht mehr, alle Opposition wird zum Schweigen verurteilt und wird durch Scheinargumente diskreditiert.
Diese Vorgehensweise wurde im Irakkrieg erneut angewendet, obwohl die Weltöffentlichkeit weit mehr gespalten war als beim Kosovo-Konflikt. Gegen den Krieg zu sein, bedeutete, für Saddam Hussein einzutreten. Dasselbe Schema wurde in einem völlig anderen Kontext angewandt, nämlich bei der Abstimmung über die Europäische Verfassung. Gegen die Verfassung zu sein, bedeutete, gegen Europa zu sein.

## Rezensionen und Rezeption im deutschen Sprachraum
Rudolf Walther lobt in seiner Rezension Schlichte Schwarz-Weiß-Mythologie: Wie die Propaganda in Zeiten des Krieges funktioniert in der Zeit vom 18. November 2004 die Monographie Morellis als „intellektuelles Instrumentarium“ jedes Zeitungslesers oder Fernsehzuschauers, um „medial verstärkte Propaganda kritisch zu durchleuchten“. Mit vielen Belegen aus allen wichtigen Konflikten seit dem Ersten Weltkrieg habe Morelli die Mechanismen der Kriegsparteien untersucht, mit denen sie ihren Standpunkt als gerechte Sache erscheinen lassen. Die Grundlagen ihres Buches bei Ponsonby und Georges Demartial habe Morelli prägnant formuliert.
Jochen Stöckmann stellt im Deutschlandfunk vom 6. Dezember 2004 Morellis Untersuchung eher kritisch dar, insofern es ihn stutzig macht, „dass Morelli nicht schildert, wie denn nun die Zahnräder der Medien ineinander greifen, nicht die Mechanismen und Details recherchiert, sondern ausschließlich mit Zitaten argumentiert, ihre Kritik also auf die Produkte der Propaganda stützt.“ Diese Art oberflächlicher Medienkritik sei längst zum festen Bestandteil der Infotainment-Maschinerie geworden. Dem derart „aufgeklärten“, tatsächlich aber wohl eher abgebrühten Zeitgenossen gelte jede nicht explizit pazifistisch grundierte Kriegsberichterstattung als Propaganda. Morelli hätte die unübersichtliche Lage aufklären sollen, stattdessen empfehle sie den Lesern nur „allzu pauschal den ‚systematischen Zweifel‘ als ‚Gegengift‘“: „Dessen Wirksamkeit aber dürfte bald erschöpft sein, sieht doch die Historikerin nahezu jede Nachricht verseucht vom ‚Gift der täglichen Gesinnungsprodukte‘.“
Lars Klein, Doktorand an der Universität Göttingen, schreibt in seiner Rezension für H-Soz-Kult vom 29. Juni 2005 neben seinem Lob für die Aktualität des Themas und für die Nützlichkeit ihrer Analysen, Morelli kläre leider nicht, inwiefern „die Medien“ auch selbst Akteure sind, politischen und kommerziellen Interessen folgen und bewusst oder nur unreflektiert die „Gutgläubigkeit“ der Bürger missbrauchten. „Gerade weil sie das gesamte zehnte Kapitel […] darauf verwendet zu zeigen, wie sich wichtige Medien selbst auf Linie der ‚eigenen Seite‘ halten, wären hier weitergehende und klarere Ausführungen wünschenswert gewesen.“
Im Zusammenhang mit dem russischen Angriffskrieg in der Ukraine griff Daniel Friedli in der Neuen Zürcher Zeitung Morellis Ansatz  im März 2022 wieder auf. Neu sei hierbei gewesen, dass die amerikanischen Geheimdienste frühzeitig auf den geplanten Überfall hingewiesen hätten, ebenso, dass die Sozialen Netzwerke eine große Rolle spielten und dort Nachrichten auftauchten, die meist kaum verlässlich überprüfbar seien.
Der Historiker Christian Hardinghaus bewertet in seiner Untersuchung zu Kriegspropaganda und Medienmanipulation 2023 Morellis Prinzipien als erhellend zur Aufspürung entsprechender Propaganda. Sie dürften aber nicht schablonenhaft auf alle militärischen Konflikte übertragen werden. Die Prinzipien 1 bis 4 sowie 9 seien in allen Kriegen der Zeitgeschichte von 1914 bis heute erkennbar. Die anderen Prinzipien würden teilweise keine Anwendung finden.

## Ausgaben
- Anne Morelli: Die Prinzipien der Kriegspropaganda. Zu Klampen, Springe 2004, ISBN 978-3-934920-43-9 (französisch: Principes élémentaires de propagande de guerre. Brüssel 2001. Übersetzt von Marianne Schönbach).
- Anne Morelli: Die Prinzipien der Kriegspropaganda. Aktualisierte und erweiterte Auflage. Zu Klampen, Springe 2024, ISBN 978-3-86674-415-8 (160 S., französisch: Principes élémentaires de propagande de guerre. Brüssel 2023. Übersetzt von Marianne Schönbach, Erstausgabe:  2001).